# 坎尼會戰
坎尼會戰（Battle of Cannae），發生於公元前216年，乃是第二次布匿战争中的主要戰役。此前迦太基軍隊主帥漢尼拔入侵義大利，並且屢敗羅馬軍隊。而為了截斷羅馬之糧食補給，進一步打擊其士氣，汉尼拔於是進兵至義大利南方之羅馬糧倉坎尼城。8月2日，迦太基軍與羅馬軍相遇，大戰爆發。汉尼拔運籌帷幄，成功地以少勝多，擊潰了由羅馬執政官保卢斯與發羅二人所統領的大軍。此戰雖然並没有令迦太基徹底擊潰羅馬，但汉尼拔戰術運用之高妙，使之時至今天，仍被誉為軍事史上最偉大的戰役之一。
羅馬人在特拉比亞會戰（前218年）與特拉西梅諾湖會戰（前217年）的慘敗中恢復過來後，打算在坎尼與漢尼拔決戰，並且派出了約八萬七千名羅馬同盟軍出戰。羅馬軍將右翼置於奧非都斯河附近，騎兵放於兩翼，而重步兵則集中在中軍。為了對付羅馬的佈陣，漢尼拔使用了雙重包抄的戰略，將最不可靠的兩萬五千名高盧新兵置於中軍，並混以八千名久經沙場的西班牙重裝兵。而其中軍並不是一條直線，乃是由中央突起的弓形陣，以誘敵擊之。而精銳騎兵則置於兩翼，以作包抄之用。在戰事開始時，迦太基的中軍不敵羅馬中軍的優勢兵力而向後撤。但羅馬人在不久後便墮入了一個巨大的凹字中心裡，而迦太基的中央步兵與兩翼的騎兵則由中間進逼，結果包圍了羅馬軍。羅馬軍無處可撤，結果被迦太基軍分割，逐個擊破。最終，大約六萬至七萬名羅馬士兵戰死或被俘，兩名統帥之一，執政官保盧斯，与八十名元老院成員一同阵亡。

## 戰略背景

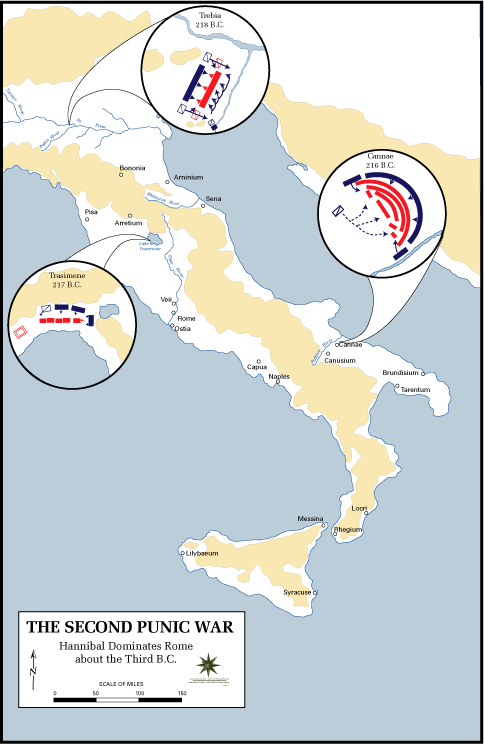
特拉比亞會戰、特拉西梅諾湖會戰和坎尼會戰的位置與戰略示意圖，由美國陸軍軍官學校歷史学系提供

在第二次布匿戰爭開始時，迦太基將軍漢尼拔在冬季時率領大軍經阿爾卑斯山進入義大利，並迅速地連敗羅馬軍兩次（特拉比亞會戰與特拉西梅諾湖會戰）。經過這些敗績後，羅馬人委任费边為獨裁官，其決定與漢尼拔打消耗戰，並截斷其補給線和拒絕與之正面交戰。但是這些戰術並不為羅馬人所認同。當羅馬人在漢尼拔大勝的驚訝中醒覺過來後，開始懷疑费边战术的有效性，結果給了迦太基軍隊回復元氣的機會。費边的戰略使得那些極欲在短期內終結戰爭的主流人士感到失望。而且當時人們亦普遍相信若任由漢尼拔在義大利搶掠而不阻止的話，則羅馬的同盟們可能會背叛並與迦太基人結盟，因為其會因羅馬的消極戰略使認為羅馬無法保護自己。
在前216年，羅馬元老院重新開始執政官選舉，並選出發羅與鮑羅斯為執政官。與此同時，一支空前龐大的軍隊組成了。據希臘政治家和歷史學家波利比奧斯所載，「其欲派出八隊羅馬軍團往戰場，這是羅馬史上首次，每一個軍團有著大約五千人……以往羅馬人的戰爭大多只是由一名執政官與兩隊羅馬軍團負責，並由羅馬的同盟分擔部份兵力，同時召集四隊羅馬軍隊在同一場戰爭裡已很罕見。但在此次，形勢極為險峻，所以羅馬決定派出不只四隊而是八隊羅馬軍團前赴戰場。」（（页面存档备份，存于））。大軍包括了二千四百名羅馬騎兵與四千名同盟騎兵，總共有八萬六千四百至八萬七千名士兵。每一軍團有著相同數量的同盟軍備隊（步兵與騎兵皆是），面對漢尼拔的羅馬軍隊數量差不多有九萬人Cottrell。部份人估算羅馬軍隊數達十萬人，但這個數字並不能被完全證實。

## 前奏
在前216年春，漢尼拔取得戰略主動權並佔有了阿普利亞平原的坎尼城。坎尼為一個巨大的補給倉庫，漢尼拔因此將羅馬與其重要補給來源切開。據波利比奧斯所述，「坎尼被奪取使得羅馬軍隊發生騷亂；若只是失去了一處地方與倉庫並不足以引起騷動，但坎尼是對各被奪省份的控制點」。羅馬的兩位執政官為了迎擊漢尼拔，親率大軍向南行軍。經過兩天，其於奧非都斯河左側找到漢尼拔的蹤跡，並在距離其六英里外紮營。平常兩位執政官會分別指揮其所部，但這次因兩部軍隊合一，所以因應羅馬法律的要求，兩位執政官在日間輪流作出指揮。
執政官發羅，本性狂妄自大，首次帶兵上陣，就一心要戰勝漢尼拔。當羅馬軍隊向坎尼逼近時，漢尼拔派出一小隊軍隊伏擊羅馬軍隊。發羅成功抵擋了其的進攻並繼續向坎尼進軍。而另一位執政官鮑羅斯則不同於發羅，其心思慎密並且步步為營，而且其知道即使羅馬軍隊在數量上佔有優勢，但與漢尼拔在平原上對戰是極不智的。此想法絕對正確，因為漢尼拔具有騎兵的優勢（不論是質量或數量上）。儘管有著這些顧慮，鮑羅斯認為在取得初捷後退兵為不明智的，於是將三分之二的兵力駐紮在奧非都斯河東側，並指令餘下的軍隊渡河，在北岸離迦太基軍營更近的一個高地上設下第二個軍營，此軍營設立的目的在於搶奪糧草並且騷擾敵軍。
兩軍於這個位置對陣了兩天，在第二天時（8月1日），漢尼拔向發羅挑戰，相約於隔日正式交戰。發羅拒絕了，當其要求被拒絕後，漢尼拔意識到奧非都斯河對羅馬軍隊的重要性，於是派出騎兵向正在河邊取水的羅馬士兵進行騷擾。對於發羅來說，漢尼拔派出的這些騎兵直接對羅馬軍營進行騷擾，掠奪並干擾羅馬軍水源供應，是不可容忍的的行為。發羅因此被激怒，並於次日，即8月2日，集合南北兩營大軍，在與漢尼拔軍營隔岸相望處佈下戰陣，向漢尼拔挑戰，要與其決一死戰。

## 戰役
兩位執政官共有七萬名步兵、二千四百名羅馬騎兵與四千名同盟騎兵（在會戰裡上陣的），並在兩個軍營留守二千六百名重裝步兵與七千四百名輕裝步兵（合計一萬名步兵），所以羅馬在戰場上的總兵力達至八萬六千四百人。而迦太基軍則有大約三萬名重裝步兵、六千名輕裝步兵與八千名騎兵，這包括了主戰場上的兵力與分隊兵力。

### 戰術部署
當時傳統的陣形是步兵置中軍，騎兵置兩翼。羅馬人依照此法擺陣，但選擇加厚中軍的縱深而不是加闊其戰線闊度（這是因為其軍隊數量多於迦太基的，所以其戰線可以與迦太基人的等長），並希望以此迅速擊潰漢尼拔的中軍。其第二隊小隊（principes）緊接著第一隊小隊（hastati），當羅馬軍隊前進時可以確定其具有統一的戰線。但就如波利比奧斯所述：「羅馬的小隊（Maniple）一個接一個，結果中間的走動空間少了……而每個小隊的縱深皆比前線的為大。」。然而面對發羅的陣形，漢尼拔沒有可調配的空間或撤退的可能，因為其背後為河流，而羅馬人的優勢兵力卻會逼使其軍隊會後撤至，最後其可能被切割並逐個擊潰。坎尼這個戰場不同於此前的戰場，一目了然，沒有可以伏兵之地，而發羅知道漢尼拔此前兩仗均以詭計與花招取勝，所以其主動尋求發動戰役，以防被算計。此外，發羅亦知道羅馬步兵當初在特拉比亞會戰裡成功穿透了漢尼拔的中軍，所以其打算再次製造此結果並且要更為從容地取得更大的戰果。
漢尼拔為了應付羅馬軍的優勢兵力，選擇了不同於傳統的陣形，其將最低素質的兩萬五千名的高盧新兵放於中軍，並輔以八千名久經沙場的西班牙重裝步兵，而一萬二千名驍勇善戰的非洲重裝兵則分列兩邊。而兩翼則分置騎兵。漢尼拔依據各兵種的特性與戰鬥質素來佈陣。其使用了各兵種的優勢與缺點來實行其計劃。其計劃首先命令其兩翼的精銳騎兵先擊潰較弱的羅馬騎兵並從後攻擊羅馬步兵，此時那些羅馬步兵會因數量上佔優而將漢尼拔的中軍逼向後撤，而漢尼拔此時則可將原先安放在兩側的非洲重裝兵向中間進攻，對羅馬軍隊形成包圍。

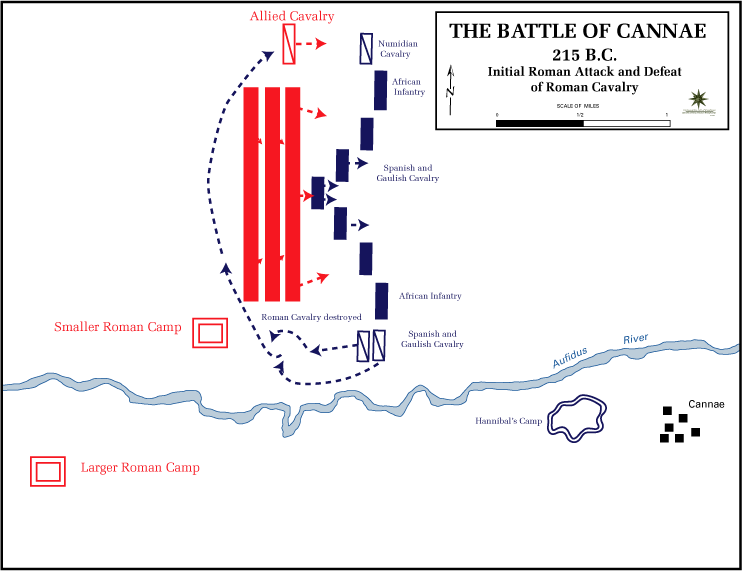
剛開始的陣形與羅馬的進攻，由美國陸軍軍官學校历史学系提供

漢尼拔接著逐漸擴展其中軍戰線，如波利比奧斯所述：「當其中軍變為一條直線後，其將中軍的西班牙重裝步兵和高盧新兵放前，而其後部隊則逐漸後退，但保持與中軍的接觸，結果形成了一個新月狀的陣形，側翼的戰線則會因為戰線延長而變薄，而其部署非洲兵在此，而作支援，並與西班牙重裝步兵和高盧新兵互相策應。」波利比奧斯形容迦太基的中軍在新月狀布陣裡是薄弱的，並突出向羅馬中軍，而兩側則作梯形排列。普遍相信這樣做的目的是為了阻延羅馬步兵前進的步伐，並讓漢尼拔有時間部署對其非洲兵作出最有效的部署。
漢尼拔亦確定羅馬軍隊面向南方，而其軍隊則面向北方，所以早晨的光線照向羅馬軍，而且羅馬軍亦會受到夾雜著沙塵的東南風的吹襲。此外，奧非都斯河在漢尼拔的戰略部署裡亦佔了重要席位。因為其背靠著奧非都斯河，所以可以確保迦太基軍的後方不會受到羅馬軍的進攻。此外，羅馬軍因為背靠坎尼城的山丘，右靠奧非都斯河，所以其只有從左方撤退。漢尼拔對軍隊的佈陣，及對軍隊能力的了解程度，成為其在坎尼會戰裡獲勝的最主要的因素。

### 戰役經過
當戰役開始後，兩翼交鋒的騎兵即展開厮杀。波利比奧斯是如此形容當時的景況的：「當左翼的西班牙與高盧騎兵進攻羅馬騎兵時，粗野的戰鬥便不斷接踵而來。」迦太基的騎兵很快便戰勝了右翼較弱的羅馬騎兵，並展開追擊。部份迦太基騎兵則由自軍左翼出擊，越過羅馬軍右翼，進入羅馬騎兵的後軍裡。羅馬兵已變得分散，而迦太基人不斷攻進其內，對其展開包圍切割。當羅馬人進攻時，一陣熱西風夾雜著塵埃向羅馬軍隊迎面吹來，並阻礙了其視野。然而那陣西風吹來的塵埃並非主要因素，交戰雙方所做成的塵埃才最阻礙行軍視野。而漢尼拔在此前數天對羅馬人作出的襲擊使其得不到充足的食水供應亦對羅馬軍的表現造成影響。
漢尼拔站在較弱的中軍，並指揮其向後慢慢退卻。漢尼拔知道羅馬步兵佔有優勢，因此有計劃地讓中軍慢慢後撤，但這時羅馬步兵失去了優勢，並被迦太基軍佔了上風，這是因為當前線的步兵向前邁進時，臃肿的羅馬軍團開始慢慢失去了默契，各小隊之前离的越来越近。結果連施展身手的空間亦沒有了。當羅馬中軍向著後撤的迦太基中軍的西班牙與高盧兵進攻時，忽略了迦太基兩側的非洲兵，結果反被其形成了新月形的包圍。與此同時，迦太基騎兵攻向羅馬中軍的後方，並對其完成包圍。這時漢尼拔的中軍已經如同一隻大海碗，開始逼使兩側的羅馬軍向中央靠攏，而羅馬步兵亦越陷越深，漢尼拔於是在此決定性時刻，下令左右兩方原來靜止不動的非洲兵向中央的羅馬步兵進行合圍。結果將羅馬軍的兩翼皆趕進碗里去，這是早期的鉗形戰術的例子之一。

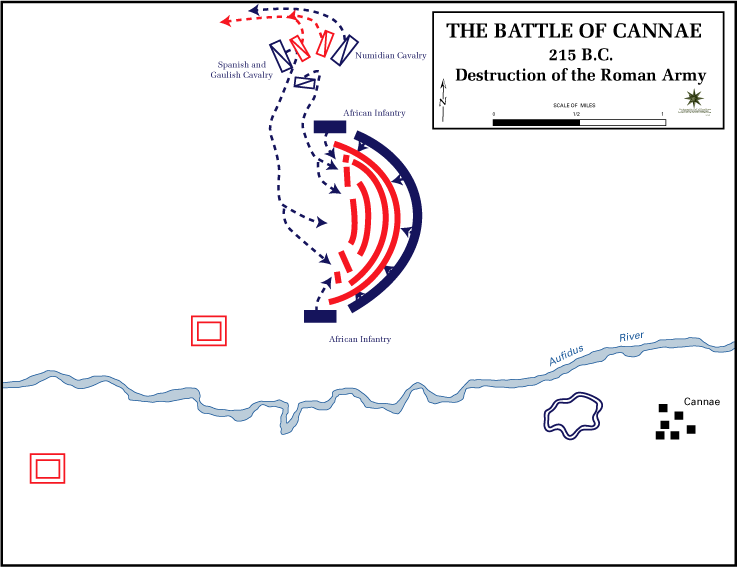
羅馬軍隊的解體，由美國陸軍軍官學校历史学系提供。

當兩側的非洲兵向中央壓逼時，羅馬步兵再沒有發揮的空間，並且被分割包圍，即使是逃亡的空間亦沒有。漢尼拔成功建立了包圍羅馬軍的人牆並且將羅馬軍集中殲滅。波利比奧斯記述道：「當其被不斷切割，生還者被逼站在原地引頸就戮。”羅馬三大歷史學家之一的李维这样形容：“數以千計的羅馬士兵俯伏地上…部份還未戰死的羅馬士兵，其傷口被寒冷的晨風吹著，結果使其痛得醒了過來。但當其醒來時，滿地鮮血，遍地死屍，羅馬戰敗了。部份人發覺其頭部插入了泥土裡，部份人成功挖開泥土，得而生還；部份人萬念俱灰，為自己與同伴挖掘墳墓；部份人再沒力量掙扎，被泥土活埋。」。每分鐘大約有六百士兵被殺，直至夜幕低垂，這場血戰才終結（（页面存档备份，存于））。只有一萬四千名羅馬士兵成功逃脫（大部份人逃至最接近的城市卡流蘇門（Canusium））。在該天結束時，原來有八萬七千人的羅馬軍隊，只有約十分之一人生還。
战后，汉尼拔向罗马要求赎金以释放俘虏，俘虏们选出代表并派遣他们到罗马城去，但被元老院在一阵激辩后拒绝了这个提议，汉尼拔一怒之下将一些俘虏杀死，并用这些俘虏的尸体造桥，以渡过一条河流。而另一些则予以卖出。至于俘虏中元老和显贵，他命令他们彼此相斗，特别是让父子相斗、兄弟相残，以供迦太基人观赏。。

### 傷亡人數
雖然真實的傷亡人數可能永遠無法得知，但李維與波利比奧斯指出大約有四萬七千至七萬名羅馬士兵戰死，並有大約三千至四千五百名羅馬士兵被俘。這包括罗马军队的统帅、执政官埃米利烏斯·鮑羅斯本人與兩位前任執政官，兩位刑事推事，四十八位軍團將校裡的二十九位，與八十位羅馬元老（當時羅馬元老院只有不到三百位成員，這個數字已包括了政府成員裡的百分之二十五至三十）。另外有一萬名駐守兩個羅馬軍營地與鄰近村落的羅馬兵在翌日投降。總的來說，本來的八萬七千名羅馬士兵裡可能有超過七萬名被殺或投降－超過整體軍力的八成。另一方面，迦太基軍有一萬六千七百名士兵傷亡（主要為高盧與伊比利亞士兵）。陣亡人數大約為六千人，四千人為高盧士兵，一千五百人為伊比利亞與非洲士兵，其他為騎兵。總括而言，整場戰役的總傷亡人數大約為八萬人。

## 戰役影響
這是此所未有的，在堅固的城牆保護下，人們從沒這樣的驚慌，我不應嘗試去描述這情況，或將該事實詳細記錄…這從未受過傷的心靈在一時間受到多重打擊。根據報告，兩個執政官與其軍團皆告覆亡，這裡再沒有任何羅馬軍營、將軍，或任何生還的軍兵；阿普利亞、薩謨奈，差不多全部義大利皆在漢尼拔腳下。現在所有其他的城邦皆已降服於漢尼拔之軍力下了。
—李維， 元老院對於戰敗的反應
在會戰後的一段日子裡，羅馬人變得亂成一團。其在義大利半島上最強大的軍隊被殲滅了，剩下的部隊卻嚴重地士氣低落，而剩餘的執政官完全不被羅馬人所信賴。這對羅馬人來說是軍事上的大災難。羅馬人此外宣佈了一個全國哀悼日，因為每一位羅馬人皆有親友在此役裡陣亡。羅馬人甚至絕望至依靠人祭，將少數奴隸殺死並將其埋葬在公共集會場地，以祈求扭轉局勢。
漢尼拔繼特雷比亚战役與特拉西梅諾湖會戰後在此役裡再度獲勝，並將相當於八個軍團的羅馬軍隊殲滅。在三場戰役裡，羅馬人共損失了五分之一的十七歲以上成年公民（接近羅馬可用人力的兩成）。此外，此役使得南義大利各邦國均震攝於漢尼拔之軍威之下。此役後，希臘化的南部各城邦，包括卡普亚與他林敦此兩個義大利南部最大的城邦均背叛羅馬而轉投漢尼拔之下。正如波利比奧斯所述，「若想得知坎尼會戰戰敗有多麼的嚴重，可以由羅馬同盟的背叛看出；在戰役前，各盟友均忠貞不二，但在戰敗後，無法再信任羅馬人的威望，因而背叛了羅馬。」 。同年，西西里的希臘城邦發生起義，反抗羅馬的政治控制，而馬其頓國王腓力五世則出兵支持漢尼拔，對羅馬發動了第一次馬其頓戰爭。此外，漢尼拔亦與西西里島上最重要的城邦，敘拉古的新任國王希耶隆尼莫斯締結盟約。
雖然此役為軍事史上的一場大捷，但是迦太基軍的運氣在此戰已達至最高峰，後再無法獲得戰略優勢。儘管羅馬人損失了大量資源，失去了很多盟邦，並要面對馬其頓與敘拉古的入侵，漢尼拔軍隊在數字上與物質上均不足以攻擊羅馬本城。於是，其選擇了與羅馬元老院磋商一份條款適中的和約。儘管羅馬軍面對其攻擊多次戰敗，羅馬元老院拒絕了其和議，並再度建立兩支陸軍，一支用以守衛義大利，另一支進攻迦太基在西班牙的陣地。

## 歷史重要性

### 對羅馬軍事理論的影響
坎尼會戰在羅馬軍事結構上佔有一個重要席位，並使得羅馬共和國軍隊作出了戰略重整。在坎尼，羅馬陸軍組成了與希臘方陣雷同的陣勢，這使其容易陷入漢尼拔的設計裡，因為其缺乏靈活調遣的能力，所以較易被迦太基騎兵從後包圍。此外，羅馬法律限制了兩位執政官的最高命令權，逼使其權力必須輪著執行，使其缺乏戰略彈性。雖然有這麼多不足，但在坎尼會戰後數年內，羅馬人成功針對這些弱點作出大幅度改善。首先，其對方陣作出改革，將方陣分為很多細少的分隊，每個分隊可獨立移動，靈活性高。在其後的伊利帕戰役與札馬戰役裡，第二連隊（principes）於第一連隊（hastati）背後組成，在第一連隊跟敵人用短劍交鋒後，如果戰況不利，第二連隊前進接敵，第一連隊則從第二連隊之間的空隙（正好也是一個連隊的正面寬度）退到後方重整－這樣的編排充滿彈性與機動性。
此外，因應戰爭需求，羅馬人最終制定了一套統一的指揮系統。在經過數次政治實驗後，大西庇阿被任命為大將軍，並統率了全羅馬在非洲的軍隊，這個頭銜與權力維持至戰爭終結。這個安排可能違反了羅馬共和國的憲法，但是就如戴布流克所述，「軍隊內部改革使得其軍事潛力大增」，而此役更使得羅馬軍團編制上限形同虛設，但亦預兆了羅馬共和體制的衰敗。在坎尼會戰後，羅馬軍隊逐漸邁向專業化：在札馬戰役裡，大西庇阿的軍隊主力是由在西班牙與迦太基軍交戰近十六年的退伍軍人組成，而其亦被證明了是一支超級強大的軍事力量。

### 在軍事史上的位置
坎尼會戰因為漢尼拔出色的戰術與其在羅馬軍事史上佔極其重的席位而聞名於世。這戰役對羅馬所造成的重創程度是往後一世紀所未嘗見的，直至阿勞西奧戰役。就如軍事史學家道奇（Theodore Ayrault Dodge）所述：「在古代极少的戰役可以像坎尼會戰般以技術取勝，漢尼拔憑技術取得了一切的優勢。其西班牙與高盧兵以階梯形列陣，使敵軍逐步陷入包圍，這完全是戰爭的藝術。其以非洲兵在側翼對羅馬軍進逼，使其混亂，更值得稱讚。整場戰役，站在迦太基的立場上看，是完美無缺的，在戰爭史上幾無可匹敵者」。而威爾杜蘭亦記載道：「這是前所未有的指揮藝術的典範，亦影響了往後兩千年的軍事戰術」。
漢尼拔的在坎尼會戰裡使用的雙重包抄戰術被視為史上最偉大的戰場調遣戰術，亦是西方世界裡首次成功使用鉗形戰術的人。

### 坎尼模式
坎尼會戰聞名之處除了其對羅馬軍隊所造成的重創外，亦有著現代戰爭裡所難以達成的湮滅戰略。二次大戰裡著名的盟軍統帥艾森豪威爾這樣寫道：「如果情況容許的話，每一個將軍都尋求在戰場上完勝對方，漢尼拔在坎尼會戰的完勝使得「坎尼」成為完勝的代名詞，在世界各軍事學院均被詳細研讀。將敵方完全包圍並且殲滅的念頭，使得在近一個世紀裡（包括腓特烈大帝與小毛奇），眾名將皆欲嘗試重新創造一次自己的『坎尼』。」
舉例來說，第一次海灣戰爭的聯軍總指揮史瓦茨柯夫將軍，曾經研讀過坎尼會戰並將漢尼拔的戰術成功運用在地面戰役裡，結果大敗伊拉克軍隊。但這有誇大其詞之嫌：史瓦茨柯夫的成功主要還是美伊懸殊的軍事力量，因為伊拉克人研讀坎尼會戰100次也不會打贏美國。
漢斯·戴布流克的研究指出坎尼會戰對現代德國軍事理論有著深遠的影響，特別是對德意志帝國陸軍參謀總長施里芬影響甚大，以其名命的施里芬计划正是漢尼拔的雙重包抄的戰略制定。其認為坎尼模組應可在二十世紀重現：「一場完勝的戰役可以在今天重現，只要參考漢尼拔在上古時所作出的調配便可。進攻的重點不應是敵方的前鋒；武器與兵力不應集中在敵方的前鋒；重點應是使其側翼崩潰。翼鋒應對敵軍進行壓逼，並以背後攻擊以完成合圍……」施里芬其後發展了一系列實作性的戰術指導文章，並被翻譯與結集為《坎尼》這文集。

## 瑣事
- 因為戰術上的相似性，考彭斯戰役往往被稱為「美國的坎尼會戰」。

- 在坎尼會戰裡生還的羅馬軍隊在其後被重組為兩個軍團，並被派往西西裡島繼續餘下的戰爭，以作為其於坎尼會戰裡恥辱地戰敗的懲罰。

- 在鮑羅斯臨死前，其說道：「告訴羅馬的長老，加強羅馬的城防，並嚴密防守…告訴费边，鮑羅斯現在仍然生存，但即將就義，並警誡其勿忘此教訓。而我則寧願戰死沙場亦不願在執政官任期完結後再度被告，又或與發羅一起被告，以免以歸罪於別人來還自己清白。」為了向英勇的鮑羅斯致敬，漢尼拔將其以正式儀式下葬。

- 坎尼會戰後，漢尼拔的軍官們皆欲向羅馬進軍。但漢尼拔在缺乏攻城器具或其他配套設備時，拒絕了這要求。這使得其騎兵統帥瑪哈巴爾傷心欲絕，並寫道：「漢尼拔懂得如何獲取勝利，可卻不懂的如何利用勝利 。」

- 部份留守軍營的羅馬軍隊在會戰後成功撤退，退往卡流蘇門。而其中一人，即大西庇阿，就是在日後的扎马战役裡大敗漢尼拔的將軍。

- 除了物質的戰敗外，羅馬亦受到形像上的損失，並創傷了其威信。漢尼拔在羅馬人屍體上收集了超過二百雙金戒指，並將其送往迦太基以證明其勝利；這些收集品傾倒在迦太基元老院門前，而這些金戒指在羅馬是極上等人才可配戴的。

- 根據普魯塔克所述，漢尼拔在會戰裡是伴隨其部下將領前進的，有一位迦太基將軍，名為吉士高，面對羅馬大軍時感到驚怕，並對漢尼拔說，羅馬大軍的數量很驚人，漢尼拔便回應道，“有一件事更驚人，不過閣下沒留意。”吉士高想不通是甚麼，漢尼拔接著道，“就是這裡並沒有一位名叫吉士高的將軍。”這使吉士高感到錯愕與難堪，而漢尼拔這個不預期的回應同時使所有迦太基將領皆大笑起來，並在衝下山丘時對所有遇到的人說同一番話。

- 坎尼在日後諾曼入侵梅佐喬諾時亦發生了兩場大戰。在1018年，諾曼人與其倫巴底主人，在坎尼附近被东罗马帝國的義大利總督打敗。但在1041年，东罗马帝国另一位義大利總督在同一位置反被諾曼人所擊敗。

## 外部連結
- 漢尼拔與布匿戰爭Hilary Gowen著
- 羅馬與迦太基: 經典會戰（页面存档备份，存于）軍事史雜誌編輯Greg Yocherer的文章
- 坎尼 由德意志帝國陸軍參謀總長阿佛瑞德·葛拉夫·馮·史里芬元帥所著的關於坎尼會戰的論文